# Наказателят (сериал)
„Наказателят“ (на английски: The Punisher) е американски сериал, създаден от Стив Лайтфут.
Базиран е върху едноименния персонаж на Марвел Комикс. Първият сезон на сериала съдържа 13 епизода и излиза в Netflix на 17 ноември 2017 г. Сериалът е част от Киновселената на Марвел.
На 12 декември 2017 г. сериалът е подновен за втори сезон, който се излъчва на 18 януари 2019 година. На 18 февруари 2019 г. Netflix спира сериала след втория му сезон.

## Резюме
В първи сезон, след като си отмъщава в събитията в „Деърдевил“, Франк Касъл сега известен като Наказателят, трябва да открие истината зад извършена неправда и да създава нови съюзи, за да спре войната, която води вече за прекалено дълго време.
Във втория сезон, бившият военен Франк Касъл, води тих живот на пътя, но неочаквано се забърква с опасни хора, след като спира опит за убийство на младо момиче. След като е въвлечен в мистерията обграждаща момичето и информацията която тя държи, Касъл става цел за нови и стари врагове и приема ролята си на Наказателят.

## Главни герои
- Джон Бърнтол – Франк Касъл / Наказателят
- Ебон Мос-Махрах – Дейвид Либерман / Микро
- Джейми Рей Нюман – Сара Либерман
- Амбър Роуз Рива – Дайна Мадани
- Майкъл Нейтънсън – Сам Стайн
- Дебора Ан Уол – Карън Пейдж
- Джейсън Р. Муур – Къртис Хойл
- Даниел Уебър – Люис Уилсън
- Пол Шулце – Уилям Ролинс
- Бен Барнс – Били Русо / Пъзела
- Джош Стюарт – Джон Пилгрим
- Флориана Лима – Криста Дюмонт
- Джорджия Уигъм – Ейми Бендикс